# Amphisbaena scutigerum
Amphisbaena scutigerum là một loài bò sát trong họ Amphisbaenidae. Loài này được Hemprich mô tả khoa học đầu tiên năm 1820.